# Triple Crossed
Triple Crossed (br.: Namorado atrapalhado) é um filme curta-metragem estadunidense de 1959 dirigido por Jules White. É o 189º de um total de 190 filmes da série com os Três Patetas produzida pela Columbia Pictures entre 1934 e 1959.

## Enredo
Larry é o dono de uma loja de animais mulherengo que tenta ter um caso com Belle (Mary Ainslee), esposa de Moe, ao mesmo tempo que assedia Millie (Angela Stevens), a noiva de Joe. Ciumento, Moe vai até a loja de Larry e o ameaça caso se envolva com Belle. Larry acha que deve jogar as suspeitas em outro e chama Joe, lhe oferecendo um emprego. Ele o contrata como vendedor e o manda para o apartamento de Moe.
Enquanto Joe mostra algumas roupas para Belle, Millie, avisada por Larry, chega ao apartamento à procura de Joe que se esconde. Pouco depois chega Moe (também chamado por Larry) com um revólver. Joe consegue fugir do apartamento vestido de Papai Noel e no corredor vê Larry chegando. Ele o agarra e o força a confessar aos outros que armara a confusão.